# Accipiter meyerianus
Açor-de-meyer ou açor-papua (Accipiter meyerianus) é uma espécie de ave de rapina da família Accipitridae.
Pode ser encontrada nos seguintes países: Indonésia, Papua-Nova Guiné e Ilhas Salomão.
Os seus habitats naturais são: florestas subtropicais ou tropicais húmidas de baixa altitude e regiões subtropicais ou tropicais húmidas de alta altitude.